# Santiago Futsal
Il Santiago Futsal è una squadra di calcio a 5 spagnola di Santiago di Compostela.

## Storia
Fondata nel 1975 come Lobelle de Santiago Fútbol Sala sale per la prima volta nella prima divisione spagnola nel 2003. Come migliore risultato ha una Coppa di Spagna vinta nella stagione 2005-2006 e una Recopa Cup vinta organizzando il torneo in casa l'anno successivo.
Nel 2010, come finalista della Coppa del Re 2009-2010, partecipa alla Supercoppa a Guadalajara, dove a sorpresa vince il titolo battendo per 3-2 l'InterMovistar Alcalá. Nel 2012 assume la corrente denominazione, eliminando il nome dello sponsor dalla denominazione della società.

## Stagione 2011/12
(Aggiornato all'11 novembre del 2011)
| Numero | Nome          | Nome completo                | Posizione          | Luogo di nascita                | Età  | Club precedente         | Arrivo |
| 2      | Aicardo       | Jesús Aicardo                | Difensore          | Cadice (Spagna)                 | 1988 | Promociones Fuentemar   | 2008   |
| 3      | Hamza         | Hamza Maimón                 | Laterale/Pivot     | Ceuta (Spagna)                  | 1991 | Melilla FS              | 2011   |
| 4      | Palmas        | David Palmas Mato            | Difensore          | Santiago di Compostela (Spagna) | 1986 | CFS Bilbao              | 2008   |
| 5      | David         | David Ruiz Mulas             | Difensore/Laterale | Salamanca (Spagna)              | 1979 | Benicarló FS            | 2008   |
| 6      | Barroso       | Jorge Barroso                | Difensore          | Melilla (Spagna)                | 1987 | ElPozo Murcia FS        | 2011   |
| 7      | Rubi          | Rubén Lemos Mariño           | Laterale           | Santiago di Compostela (Spagna) | 1987 | Lobelle de Santiago "B" | 2008   |
| 9      | Luis          | Luis López García            | Laterale           | Lugo (Spagna)                   | 1989 | Lobelle de Santiago "B" | 2008   |
| 10     | Charlie       | Carlos Muñiz Seisdedos       | Pívot              | Benavente (Spagna)              | 1985 | UD Guadalajara FS       | 2010   |
| 11     | Chaguinha     | Bruno Rocha Braga Cavalcante | Laterale           | Fortaleza (Brasile)             | 1988 | Benicarló FS            | 2011   |
| 12     | Carlos Barrón | Carlos Barrón                | Portiere           | Cordova (Spagna)                | 1987 | UD Boadilla Las Rozas   | 2008   |
| 13     | Álex          | Alejandro González Pérez     | Portiere           | Madrid (Spagna)                 | 1989 | Pinto FS                | 2010   |
| 17     | Raúl Campos   | Raúl Campos                  | Laterale/Pivot     | Madrid (Spagna)                 | 1987 | FS Zamora               | 2010   |
| 20     | David Pazos   | David Pazos Fuentes          | Difensore/Laterale | Ames (Spagna)                   | 1993 | Lobelle de Santiago "B" | 2011   |
| 23     | Diego         | Diego Quintela Carril        | Laterale/Pivot     | Arzúa (Spagna)                  | 1991 | Lobelle de Santiago "B" | 2010   |

- Allenatore: Tomás de Dios López

## Palmarès
- 1 Coppa di Spagna (2005-2006)
- 1 Supercoppa di Spagna (2010))
- 1 Recopa Cup (2006-2007)